# Pedicularis clarkei
Pedicularis clarkei är en snyltrotsväxtart som beskrevs av Joseph Dalton Hooker. Pedicularis clarkei ingår i släktet spiror, och familjen snyltrotsväxter. Inga underarter finns listade i Catalogue of Life.